# دایانا فالفین
دایانا فالفین (انگلیسی: Daiana Falfán؛ زادهٔ ۱۴ اکتبر ۲۰۰۰) بازیکن فوتبال اهل آرژانتین است.
از باشگاه‌هایی که در آن بازی کرده‌است می‌توان به باشگاه فوتبال دپورتیوو مورون اشاره کرد.
وی همچنین در تیم‌های ملی فوتبال زنان آرژانتین بازی کرده‌است.